# Перес Селис
Селис Перес (исп. Celis Pérez, 15 января 1939, Буэнос-Айрес, Аргентина — 2 августа 2008, там же), более известный как Перес Селис (исп. Pérez Celis) — аргентинский художник. Его творчество, включавшее в себя картины, скульптуры, фрески и гравюры, получило мировое признание.

## Биография

### Детство
Перес родился в районе Сан-Тельмо, в южной части Буэнос-Айреса, и вырос в Линьерсе, расположенном на противоположном конце города. В детстве он работал разносчиком газет, изучая основы рисования и живописи заочно. В 1954 году Перес поступил в Школу изящных искусств Бельграно, а когда ему было всего 17 лет в галерее La Fantasma прошла первая выставка его.

### Деятельность
После своего вхождения в мир профессионального искусства он начал использовать своё имя и фамилию в обратной последовательности. В начале своей творческой карьеры Перес находился под влиянием венгерского художника Виктора Вазарели, ретроспективы работ которого в Национальном музее изящных искусств он посетил в 1957 году. Он был участником «Группы 8», объединявшей сторонников абстрактного искусства в местной традиционно консервативной публике.
Перес вернулся в Буэнос-Айрес в 1960 году и открыл ателье в центре города при поддержке Гвидо Ди Тельи, своего первого мецената.
В своём творчестве Перес Селис экспериментировал с геометрическим стилем, в том числе при работе над своей первой фреской Fuerza América в 1962 году. Местные узоры и цвета являлись непременным элементом многих его произведений 1960-х и 1970-х годов и отличали его от большинства других местных художников, творивших тогда преимущественно в стилях поп-арт и фигуративизм. За свою творческую карьеру он спел поучаствовать в более чем 120 своих персональных выставках, проводившихся в галереях по всему миру. Его произведения вошли во множество частных коллекций и собраний первоклассных музеев, в том числе Музея современного искусства в Нью-Йорке. Перес получал заказы от правительства Аргентины, украсившего его работами Международный аэропорт имени министра Пистарини, от властей других стран, а также от известных частных лиц и предприятий.
В 1994 году, когда он делил своё время между Буэнос-Айресом и Нью-Йорком, в Национальной библиотеке была организована ретроспектива его работ, которую посетило более 300 000 человек. Работы Переса продолжали выставляться в Латинской Америке, в галерее Sanyo в Токио, галерее Аниты Шапольской в Нью-Йорке и во многих университетах. В последующие годы он был удостоен множества наград, в том числе премии Альба на 61-м Национальном салоне аргентинских искусств, звания выдающегося гражданина города Буэнос-Айрес в 2001 году.
Перес иллюстрировал литературные произведения, в частности поэтический сборник Уолта Уитмена «Листья травы» в переводе Хорхе Луиса Борхеса на испанский язык. Будучи фанатом футбольного клуба «Бока Хуниорс», он в 1997 году создал две фрески для его стадиона «Бомбонера» в Буэнос-Айресе: Idolos (Идолы) и Mito y Destino (Миф и судьба), используя венецианскую мозаику и бронзу на цементе.
В 2007 году его дочь, актриса Мария Хосе Габин, опубликовала биографию своего отца.

### Личная жизнь
В 1959 году Перес женился на Саре Фернандес и переехал в Уругвай по приглашению Карлоса Паэса Виларо, где прожил менее года. В 1975 году Перес пережил личную трагедию, когда в автомобильной аварии погибла его жена, а он был вынужден пройти месячные курсы физиотерапии.
В 1977 году он женился на Маргарите Лаконич и в последующие годы жил в Каракасе, Париже, Нью-Йорке и Майами. В 1999 году овдовел во второй раз.
Третьей женой Переса стала Тамара Тома.

### Смерть
У Переса Селиса развилась лейкемия, он проходил длительный курс лечения. Художник скончался в Буэнос-Айресе в 2008 году в возрасте 69 лет. У него осталось третья жена, Тамара Тома, и его дети от первого брака.

## Фильмография
В 2005 году был снят американский документальный фильм «Портрет Переса Селиса», посвящённый Перес Селису. Его автором сценария и режиссёром выступил Эдуардо Монтес-Брэдли, запечатлевший художника за работой в его ателье в Маленьком Гаити, районе Майами.